# 谢讷河畔凯特勒维尔 (旧市镇)
谢讷河畔凯特勒维尔（法語：Quettreville-sur-Sienne，法語發音：[kɛtʁəvil syʁ sjɛn]）是法国芒什省的一个旧市镇，属于库唐斯区。2016年，谢讷河畔凯特勒维尔与市镇延维尔合并为新的谢讷河畔凯特勒维尔。

## 地理
谢讷河畔凯特勒维尔（48°58'11"N, 1°28'5"W）面积16.14 平方千米，位于法国诺曼底大区芒什省，该省份为法国西北部沿海省份，西、北、东北三面环大西洋，东起顺时针与卡爾瓦多斯省、奧恩省、马耶讷省和伊勒-维莱讷省接壤。
与谢讷河畔凯特勒维尔接壤的市镇（或旧市镇、城区）包括：阿诺维尔、兰格勒维尔、滨海米讷维尔、塞朗斯、特雷利、孔特里耶尔、谢讷河畔奥尔瓦勒、埃朗盖维尔、滨海蒙马丹、延维尔。
谢讷河畔凯特勒维尔的时区为UTC+01:00、UTC+02:00（夏令时）。

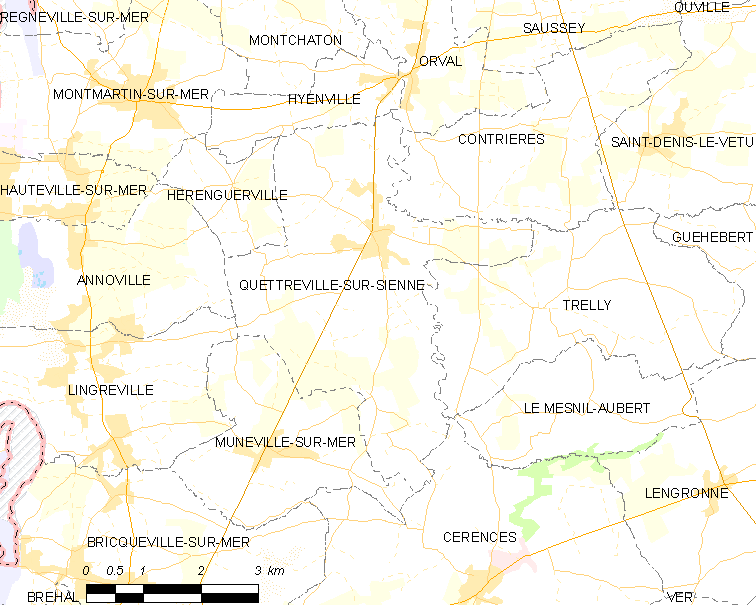
谢讷河畔凯特勒维尔的OSM定位图

## 行政
谢讷河畔凯特勒维尔的邮政编码为50660，INSEE市镇编码为50419。

## 政治
谢讷河畔凯特勒维尔所属的省级选区为谢讷河畔凯特勒维尔县。

## 人口

1962-2008年间谢讷河畔凯特勒维尔人口变化图示

谢讷河畔凯特勒维尔于2018年1月1日时的人口数量为1487人。